# Ольшевская, Галина Сергеевна
Галина Сергеевна Ольшевская (17 [29] ноября 1898, Будиловка, Киевская губерния — 7 ноября 1972, Чернигов) — украинская советская актриса театра.

## Биография
Родилась 17 (29) ноября 1898 года в селе Будиловка (ныне в Житомирском районе Житомирской области Украины).
Сценическую деятельность начала в 1915 году в украинской труппе Н. М. Рудикова в Житомире, затем выступала в различных передвижных украинских театрах.
В 1930—1941 годах — актриса Черниговского украинского музыкально-драматического театра имени Тараса Шевченко. В 1941—1943 годах — в Краснодарском украинском театре, 1944—1946 годах — в Харьковском украинском драматическом театре имени Тараса Шевченко. В годы Великой Отечественной войны была участницей фронтовых концертных бригад. С 1946 по 1972 год вновь актриса Черниговского украинского музыкально-драматического театра.
Член ВКП(б) с 1951 года. С 1956 года — депутат Черниговского областного совета депутатов трудящихся.
Умерла 7 ноября 1972 года в Чернигове.

## Творческая деятельность

### Роли
- Анна («Бесталанная» Ивана Карпенко-Карого);
- Устье Шурай («Ой не ходи, Грицю, та й на вечорниці» Михаила Старицкого);
- Варвара («Богдан Хмельницкий» Александра Корнейчука);
- Кабаниха («Гроза» Александра Островского);
- Леди Мильфорд («Коварство и любовь» Фридриха Шиллера);
- Хозяйка («Каменное гнездо» Гелия Вуолийоки).

## Награды
- Заслуженная артистка УССР (23 ноября 1949);
- Народная артистка УССР (1957);
- Орден Трудового Красного Знамени.